# Большая комета 1823 года
Большая комета 1823 года, также называемая C/1823 Y1 или комета де Бреоте — Понса — яркая комета, наблюдавшаяся в последний месяц 1823 года и в первые месяцы 1824 года
Была независимо открыта Неллом де Бреоте (фр. Nell de Bréauté) в Дьепе 29 декабря, Жаном-Луи Понсом утром 30 декабря и Вильгельмом Биелой в Праге в то же утро. Во время открытия комета была видна невооружённым глазом: Понс первоначально считал, что он увидел дым из дымохода, поднимающийся над холмом, но при продолжении наблюдений заметил, что вид объекта не меняется. Понс затем отметил, что комету, как ни странно, проще было наблюдать невооружённым глазом, чем в телескоп.
Комета обладала двумя хвостами, один из которых был направлен от Солнца, а другой, названный Хардингом и  Ольберсом "аномальным", был направлен к Солнцу.
Понс был последним, кто наблюдал комету, 1 апреля 1824 года.